# جوزيف إنياس جيوتن
جوزيف إنياس غيوتن (بالفرنسية: Joseph Ignace Guillotin)‏ هو طبيب فرنسي وماسوني والذي طرح في 10 أكتوبر 1789 استخدام جهاز لتنفيذ عمليات الإعدام في فرنسا بطرق اقل إيلاماً. لم يكن هو الشخص الذي اخترع المقصلة في الحقيقة لقد عارض عقوبة الإعدام، اسمه أصبح مسمى عليها (بالفرنسية: Guillotine)‏. المخترع الحقيقي للنموذج المبدئي كان أنطوان لويس.

## النشأة والتعليم
ولد جيوتن في 28 مايو 1738 في ساينتس في فرنسا، وهو الابن الثاني لجوزيف ألكسندر جيوتن وكاثرين أجاثا مارتن. يُقال إنه ولد قبل الأوان لأن والدته تعرضت لمحنة بعد سماع صراخ رجل يتعرض للتعذيب حتى الموت على العجلة.
كان تعليم جيوتن المبكر على يد اليسوعيين في بوردو وحصل على درجة الماجستير في الآداب من كلية آكيتاين بجامعة بوردو في ديسمبر 1761. وقد أثار المقال الذي كتبه للحصول على الدرجة العلمية إعجاب اليسوعيين. أصبح أستاذًا للأدب في الكلية الأيرلندية في بوردو. ومع ذلك غادر بعد بضع سنوات وسافر إلى باريس لدراسة الطب، وأصبح تلميذًا لدى أنطوان بيتي. حصل على دبلوم من كلية ريمس عام 1768 ودكتوراه من كلية الطب في باريس عام 1770، والتي منحته أيضًا لقب دكتور ريجنت. سمح له ذلك بتدريس الطب في باريس.

## المهنة
في باريس، أصبح جيوتن طبيبًا معروفًا. بحلول عام 1775، كان مهتمًا بقضايا التعذيب والموت. في ذلك العام، كتب مذكرة يقترح فيها استخدام المجرمين كأشخاص في التجارب الطبية. على الرغم من أنه أدرك أنه من القسوة فعل ذلك، لكنه اعتبر أنه أفضل من الإعدام. في عام 1784، عندما بدأ فرانز ميسمر في نشر نظريته عن «المغناطيسية الحيوانية»، والتي اعتبرها الكثيرون مسيئة، عيّن لويس السادس عشر لجنة للتحقيق في ذلك وعين جيوتن عضوًا، جنبًا إلى جنب مع جان سيلفان بيلي، وأنطوان لوران دي جوسيو، وأنطوان لافوازييه، وبنجامين فرانكلين. أعلنت اللجنة أن ميسمر نصابًا.

### العمل السياسي والمقصلة
في ديسمبر 1788، صاغ جيوتن كتيبًا بعنوان «عريضة مواطني باريس»، بشأن دستور العقارات العامة. حاول البرلمان الفرنسي قمع كتيبه واستدعاه ليدلي بآرائه، لكن كان الحشد أثناء شهادته مؤيدًا له كثيرًا، وأُطلق سراحه، مما أدى إلى زيادة شعبيته. في 2 مايو 1789، أصبح أحد نواب باريس العشرة في العقارات العامة لعام 1789 وكان سكرتيرًا للهيئة من يونيو 1789 إلى أكتوبر 1791. في 20 يونيو 1789، وجدت الجمعية الوطنية نفسها غير قادرة على العمل بشكل حر، فاقترح جيوتن أن يجتمعوا مرة أخرى في ملعب جو دي باومي القريب، إذ أقسم الأعضاء قسم لعبة الكف، متعهدين «بعدم الانفصال وإعادة التجمع عندما تتطلب الظروف، حتى يوضع دستور المملكة».
بصفته عضوًا في الجمعية، وجه جيوتن انتباهه في البداية نحو الإصلاح الطبي. بصفته عضوًا في لجنة الفقر، قام بجولة في فندق ديو وساهم في التقرير الذي كشف عن الظروف غير الصحية هناك. وأصبح أول رئيس للجنة الصحة وقدم مشروع قانون للإصلاح الطبي في عام 1791.
في الوقت نفسه، كان مهتمًا أيضًا بإصلاح القانون الجنائي. قادته تجاربه كطبيب إلى معارضة عقوبة الإعدام: في البداية، حاول إلغاءها، لكنه لم ينجح. في ذلك الوقت، كان قطع الرأس في فرنسا عادة بالفأس أو بالسيف، وهو ما لم يتسبب دائمًا في الموت الفوري. بالإضافة إلى ذلك، كان قطع الرأس مخصصًا للنبلاء، في حين أن عامة الناس يُشنقون عادةً، الأمر الذي قد يستغرق وقتًا طويلًا؛ لأن التقنيات التي تنكسر عنق الضحية فيها بواسطة حبل المشنقة لم تكن قد اكتُشفت بعد. وتشمل الطرق الأخرى الحرق على الوتد، والعجلة الكاسرة، والموت بالغليان، وتقطيع الأوصال. أدرك جيوتن أنه إذا لم يستطع التخلص من عمليات الإعدام، فيمكنه على الأقل جعلها أكثر إنسانية.
في 10 أكتوبر 1789، اقترح أن «يُقطع رأس المجرم، وإحداث ذلك فقط عن طريق آلية بسيطة». عُرفت «الآلية» على أنها «آلة تقطع الرأس بدون ألم». ظهر اقتراحه في الدورية الملكية لي أكتي دي أبوتريس. إجمالًا، اقترح جيوتن ستة عناوين:
1. يجب أن تكون جميع العقوبات لنفس فئة الجريمة هي نفسها، بغض النظر عن المجرم (أي لن يكون هناك امتياز للنبلاء)
2. عند تطبيق حكم الإعدام، سيكون عن طريق قطع الرأس بواسطة آلة
3. لن تعاني أسرة الطرف المذنب من أي تمييز قانوني
4. سيكون من غير القانوني لأي شخص أن يوبخ أسرة الطرف المذنب بشأن عقوبته / عقوبتها
5. لا يجوز مصادرة أموال المحكوم عليه
6. يجب إعادة جثث الذين أُعدموا إلى الأسرة إذا طلب منهم ذلك

افترض جيوتن أنه إذا أنشأ نظامًا عادلًا تكون فيه الطريقة الوحيدة لعقوبة الإعدام هي قطع الرأس آليًا، فسيشعر الجمهور بتقدير أكبر لحقوقهم. على الرغم من هذا الاقتراح، عارض جيوتن عقوبة الإعدام، وأعرب عن أمله في أن تكون الطريقة الأكثر إنسانية وأقل إيلامًا للتنفيذ هي الخطوة الأولى نحو الإلغاء التام للعقوبة. وأعرب عن أمله في أن تقتل آلة قطع الرأس بسرعة بدون معاناة طويلة، مما يقلل من حجم وحماس الحشود التي شهدت عمليات إعدام في كثير من الأحيان.
في 1 ديسمبر 1789، أدلى جيوتن بملاحظة خلال خطاب متابعة أمام الجمعية حول عقوبة الإعدام. نُقل عنه (أو ربما أخطأ في اقتباسه) قوله: «الآن، بجهازي، سيُقطع الرأس في غمضة عين، ولن يشعر الشخص بها أبدًا!» وسرعان ما أصبحت العبارة مزحة شائعة، وبعد أيام قليلة من المناقشة، تداول الجمهور أغنية كوميدية عن جيوتن وآلته، وربط اسمه بها إلى الأبد، على الرغم من حقيقة أنه لم يشارك على الإطلاق في تصميمها أو بنائها. استنكرت مجلة المونيتيور في 18 ديسمبر 1789 المزاح لكنها كررت بيان جيوتن «وميض العين» وحفظته للأجيال القادمة.
كانت المقالات مثيرة للجدل إلى حد ما، إذ لم ينظر أحد في حقوق المجرمين وعائلاتهم من قبل. مع قبول «قطع الرأس بآلة بسيطة» أخيرًا في 3 يونيو 1791، ونتيجة لذلك أصبحت مقترحاته قانونًا في 20 مارس 1792. في غضون ذلك، كلفت الجمعية أنطوان لويس ببناء مثل هذا الجهاز. قُدم اقتراحه في 17 مارس، ونُفذت عمليات الإعدام الأولى باستخدام الآلة في 25 أبريل 1792. ومع ذلك، بحلول أكتوبر 1791، كان جيوتن قد تقاعد بالفعل من الجمعية، وعاد إلى ممارسة الطب. في عهد الإرهاب، انتقل إلى أراس ليصبح مديرًا للمستشفى العسكري هناك، وعاد إلى باريس بعد عام.
قرب نهاية عهد الإرهاب، وقعت رسالة من كونت دي ميري إلى جيوتن في يد المدعي العام فوكوير تينفيل، وأشاد الكونت، الذي كان من المقرر إعدامه، بجيوتن لرعاية زوجته وأطفاله. وطالبت السلطات جيوتن بإبلاغها بمكان وجود زوجة الكونت وأولاده. نظرًا لأن جيوتن إما لم يقدم أو لم يستطع تقديم المعلومات، اعتُقل وسُجن. أُطلق سراحه من السجن في عفو عام صدر في27 يوليو 1794 بعد سقوط روبسبير من السلطة.
في نوفمبر 1795، نُشرت رسالة في المونيتيور تدعي أن ضحايا المقصلة نجوا لعدة دقائق بعد قطع الرأس. صُدم جيوتن بذلك، وطوال حياته، أعرب عن أسفه العميق لأن الآلة سميت باسمه. أعاقت جهوده المستمرة لإلغاء عقوبة الإعدام الاعتقاد السائد بأن الشخص الذي اقترح استخدام آلة قطع الرأس لتنفيذ عمليات الإعدام يجب أن يكون بالتأكيد داعمًا لها.

### استئناف مهنة الطب
أصبح جيوتن واحدًا من أوائل الأطباء الفرنسيين الذين دعموا اكتشاف إدوارد جينر للتطعيم، وفي عام 1805 كان رئيسًا للجنة التطعيم المركزية في باريس. وكان أحد المؤسسين الأوائل للأكاديمية الوطنية للطب.

## الماسونية
أصبح جوزيف عضواً في الماسونية في العام 1765 في المحقل الماسوني "La Parfaite Union" في أنغوليم. نشطاً جداً كماسوني، انضم للعديد من المحاقل الماسونية الأخرى، وأصبح نائباً لمحقل جراند في العام 1772 كان واحداً من المؤسسيين لجراند أوريان ولكل مؤتمراته حتى العام 1790. في العام 1773 أصبح السيد المبجل للمحفل الماسوني "La Concorde Fraternelle" في باريس. في العام 1776 أسس المحفل الماسوني "La Vérité" 